# Luzuriaga
Luzuriaga, manji biljni rod oiz porodice Alstroemeriaceae kojemu pripadaju četiri priznate vrste trajnica iz južnog Čilea, Novog Zelanda i Malvina

## Vrste
1. Luzuriaga marginata (Gaertn.) Benth. & Hook.f.
2. Luzuriaga parviflora (Hook.f.) Kunth
3. Luzuriaga polyphylla (Hook.f.) J.F.Macbr.
4. Luzuriaga radicans Ruiz & Pav.